# 大岭山抗日根据地旧址
大岭山抗日根据地旧址位于广东省东莞市大岭山镇境内，共有旧址9处，包括抗日游击队大队部、会议室、报社、交通站、粮食加工场、医务所、书院等。2006年5月25日公布为第六批全国重点文物保护单位。